# Aeroportul Cartwright
Aeroportul Cartwright (IATA: YRF, ICAO: CYCA) este un aeroport din Cartwright⁠(d), Newfoundland și Labrador, Canada ce deservește zona Cartwright⁠(d). Aeroportul a fost tranzitat în 2019 de 0 pasageri.
Situat la o altitudine de 13 m, aeroportul dispune de o singură pistă. Este operat de government of Newfoundland and Labrador⁠(d).